# Monumento naturale regionale del Sasso di Guidino
Il Monumento naturale regionale del Sasso del Guidino si trova nel territorio comunale di Besana Brianza in provincia di Monza e Brianza, più precisamente in località "Guidino", a Valle Guidino sul confine con Villa Raverio, sulla cinta muraria del parco della Villa Guidino.

## Geologia
Il Sasso di Guidino è un masso erratico delle dimensioni di m 9x5x6 con volume di 80 m3 trasportato durante la glaciazione nel quaternario (Glaciazione Würm).
La provenienza del masso sembra essere la Valtellina, la Valmalenco, o il Gruppo del Disgrazia.
L'importanza del "Sasso del Guidino", oltre che alle dimensioni, sta nel fatto che è il masso di questa tipologia che si trova nella posizione più a sud nella Lombardia.

## Curiosità
Il sasso del Guidino, per le sue dimensioni inusuali e per la sua unicità è stato ritenuto in passato un masso di provenienza astrale. Ancora fino a pochi anni fa localmente era designato come la stella di Guidino. Questa credenza affonda le sue radici nel passato, quando questo sasso era considerato un posto sacro ai Celti insubri, stanziati nella zona. Sembra che il sasso venisse considerato una pietra scagliata dal cielo dalla dea Mórrígan. La leggenda si è trasformata nei secoli ed è arrivata fino ai nostri giorni nella credenza che il masso sia di origine astrale.